# Helictopleurus cribricollis
Helictopleurus cribricollis là một loài bọ cánh cứng trong họ Bọ hung (Scarabaeidae).